# 英蘭妮
英蘭妮（1963年—）是一位執政黨人民行動黨的新加坡政治家，自2018年以來一直擔任總理公署部長和財政第二部長的內閣職務，她自2020年起擔任國家發展第二部長。她是第14屆國會議員，自2015年起一直代表着丹戎巴葛集選區，自2020年起她成為國會領袖。在行動黨內，她是該黨中央執行委員會的成員。她是新加坡歷史上第四位成為繼陳惠華、傅海燕和楊莉明之後成為內閣部長的女性。

## 早年教育
英蘭妮在瑪麗蒙特修道院小學、瑪麗蒙特修道院中學及莱佛士书院接受教育。她其後被新加坡國立大學法學院錄取，並於 1986 年獲得法學學士（榮譽）學位。

## 個人生活
英蘭妮是新加坡警務處前副處長A. T. Rajah的女兒，她的父親是印度教徒，母親是華人及英國國教徒，她在母親的信仰中長大。